# Maullín
Maullín är en kommun i Chile.   Den ligger i provinsen Provincia de Llanquihue och regionen Región de Los Lagos, i den södra delen av landet, 900 km söder om huvudstaden Santiago de Chile.
I omgivningarna runt Maullín växer i huvudsak städsegrön lövskog. Runt Maullín är det glesbefolkat, med 15 invånare per kvadratkilometer.